# Flavor of Life
Singles de Hikaru Utada
Boku wa Kuma
(2007) Flavor of Life
(2007)
Flavor of Life (écrit : Flavor Of Life) est le dix-huitième single (physique) d'Hikaru Utada (sous ce nom), sorti en 2007. Deux versions de la chanson-titre sont sorties précédemment en « single numérique » en téléchargement avec un énorme succès.

## Single numérique
Une version « ballade » de la chanson, Flavor of Life -Ballad Version-, est utilisée comme générique de fin du populaire drama Hana Yori Dango 2, et sort en « single numérique » en téléchargement le 5 janvier 2007, deux mois avant la sortie du single physique. Elle connait un énorme succès sous cette forme, battant de nombreux records de vente : elle est la chanson la plus téléchargée en janvier et février au Japon, avant d'être détronée en mars par la version « originale » de la chanson, Flavor of Life, mise en vente en téléchargement en même temps que sa version physique ; sous ses deux versions, la chanson est présentée en juillet suivant comme la plus téléchargée au monde. La version « ballade » figurera sur le single physique en « face B », puis sur l'album Heart Station qui sortira un an plus tard (de même que la version « originale », mais en titre bonus), ainsi que sur la compilation Single Collection Vol.2 de 2010.

## Single physique
Singles de Hikaru Utada
Flavor of Life -Ballad Version-
(2006) Beautiful World / Kiss & Cry
(2007)
Le single physique sort le 28 février 2007 au Japon sur le label EMI Music Japan, trois mois seulement après le précédent single (physique) de la chanteuse, Boku wa Kuma. Il atteint la 1re place du classement des ventes de l'Oricon. Il se vend à 270 605 exemplaires la première semaine, et reste classé pendant 45 semaines, pour un total de plus de 670 510 exemplaires physiques vendus, ce qui en fait le deuxième single physique le plus vendu de l'année au Japon.
Le single sort au format CD, contenant à la fois la chanson-titre originale (Flavor of Life) et la version « ballade » (Flavor of Life -Ballad Version-), ainsi que leurs versions instrumentales, et une version remixée (Antidote Mix) qui n'est quant à elle pas mise disposition en téléchargement légal. Aucun clip vidéo n'ayant été tourné, il n'y a pas cette fois de version du single avec DVD. La version « ballade » figurera sur l'album Heart Station qui sortira un an plus tard, de même que la version « originale » (mais en titre bonus), ainsi que sur la compilation Utada Hikaru Single Collection Vol.2 de 2010.
Toutes les chansons sont écrites et composées par Hikaru Utada.
| 1. | Flavor Of Life                                     | 4:49 |
| 2. | Flavor Of Life -Ballad Version-                    | 5:24 |
| 3. | Flavor Of Life (Original Karaoke)                  | 4:48 |
| 4. | Flavor Of Life -Ballad Version- (Original Karaoke) | 5:24 |
| 5. | Flavor Of Life -Antidote Mix-                      | 5:18 |